# Allen Parish
Allen Parish is een parish in de Amerikaanse staat Louisiana.
De parish heeft een landoppervlakte van 1.980 km² en telt 25.440 inwoners (volkstelling 2000). De hoofdplaats is Oberlin.

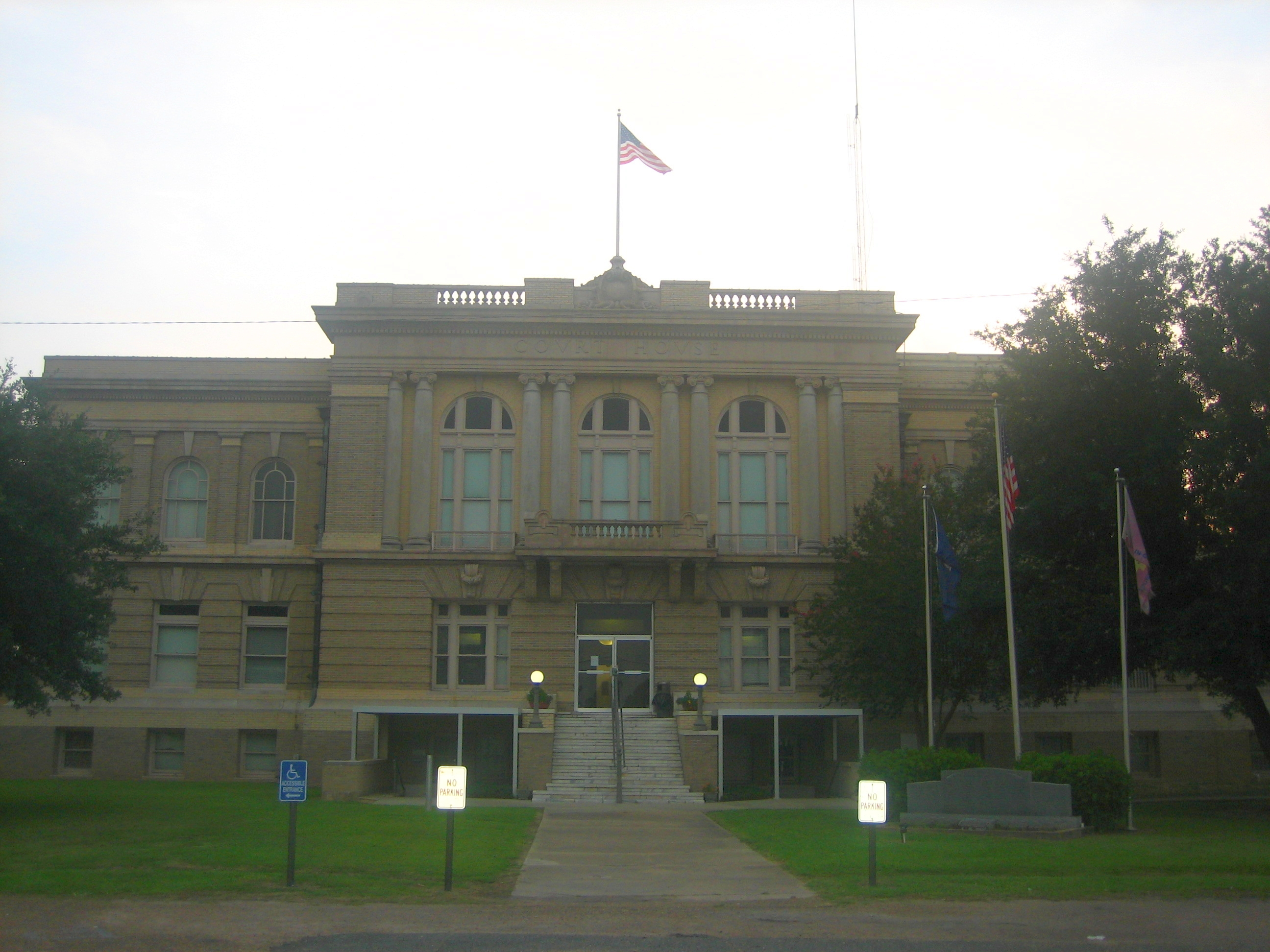
Allen Parish Courthouse